# Дубово-соснове насадження
Дубо́во-сосно́ве наса́дження — ботанічна пам'ятка природи місцевого значення в Україні. Розташована в межах Луцької міської громади Луцького району Волинської області, на схід від села Клепачів. 
Площа 3,2 га. Статус надано згідно з рішенням облради № 3/5 від 10.02.1995 року. Перебуває у віданні ДП «Волинський військовий лісгосп», Луцьке лісництво (кв. 4, вид. 1). 
Статус надано для збереження цінних насаджень сосни звичайної з домішкою дуба черещатого I-IА бонітету, віком 53—173 роки. 
У 2010 році пам'ятка природи «Дубово-соснове насадження» ввійшла до складу національного природного парку «Цуманська Пуща».

## Галерея

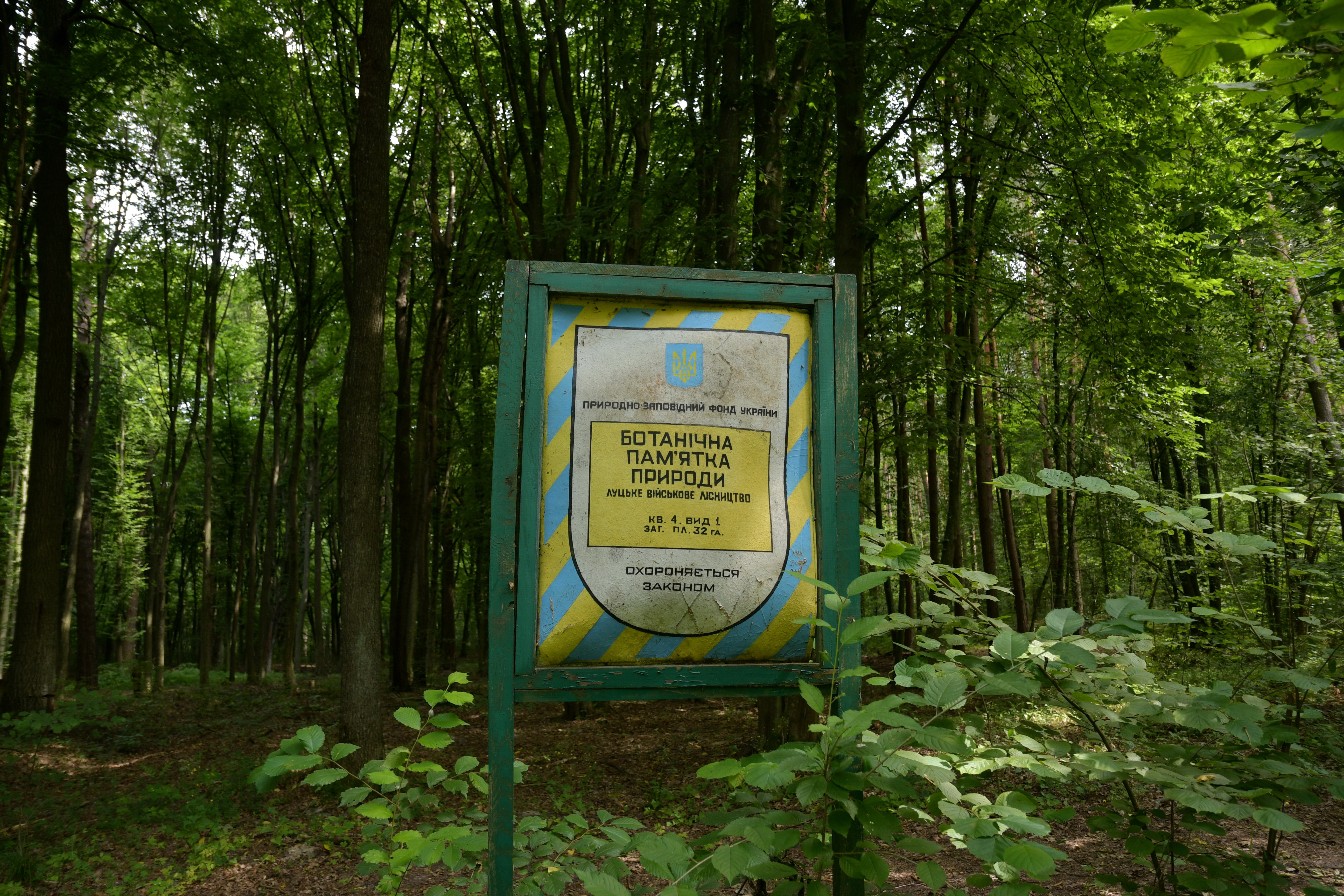
Охоронна дошка
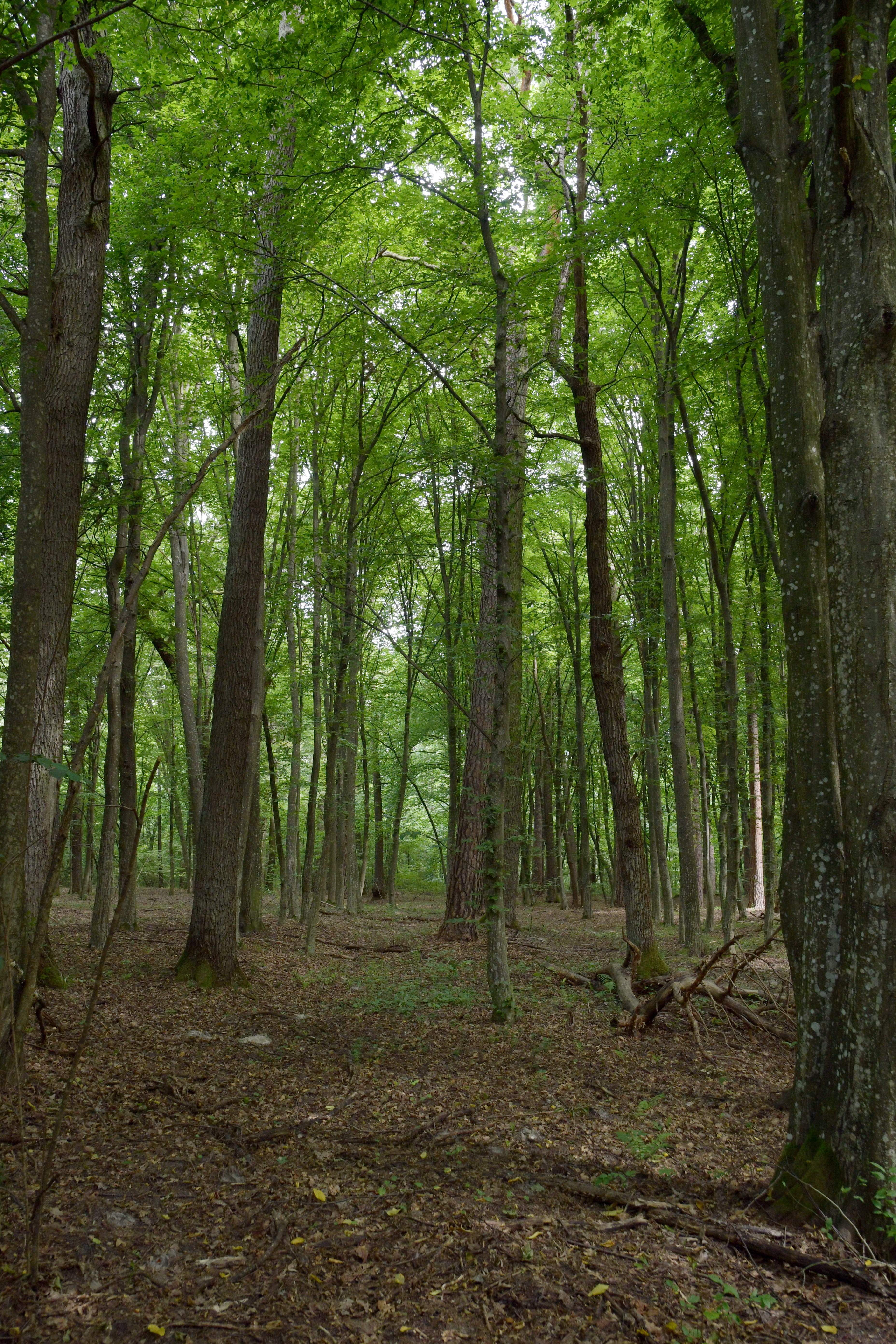
Загальний вигляд
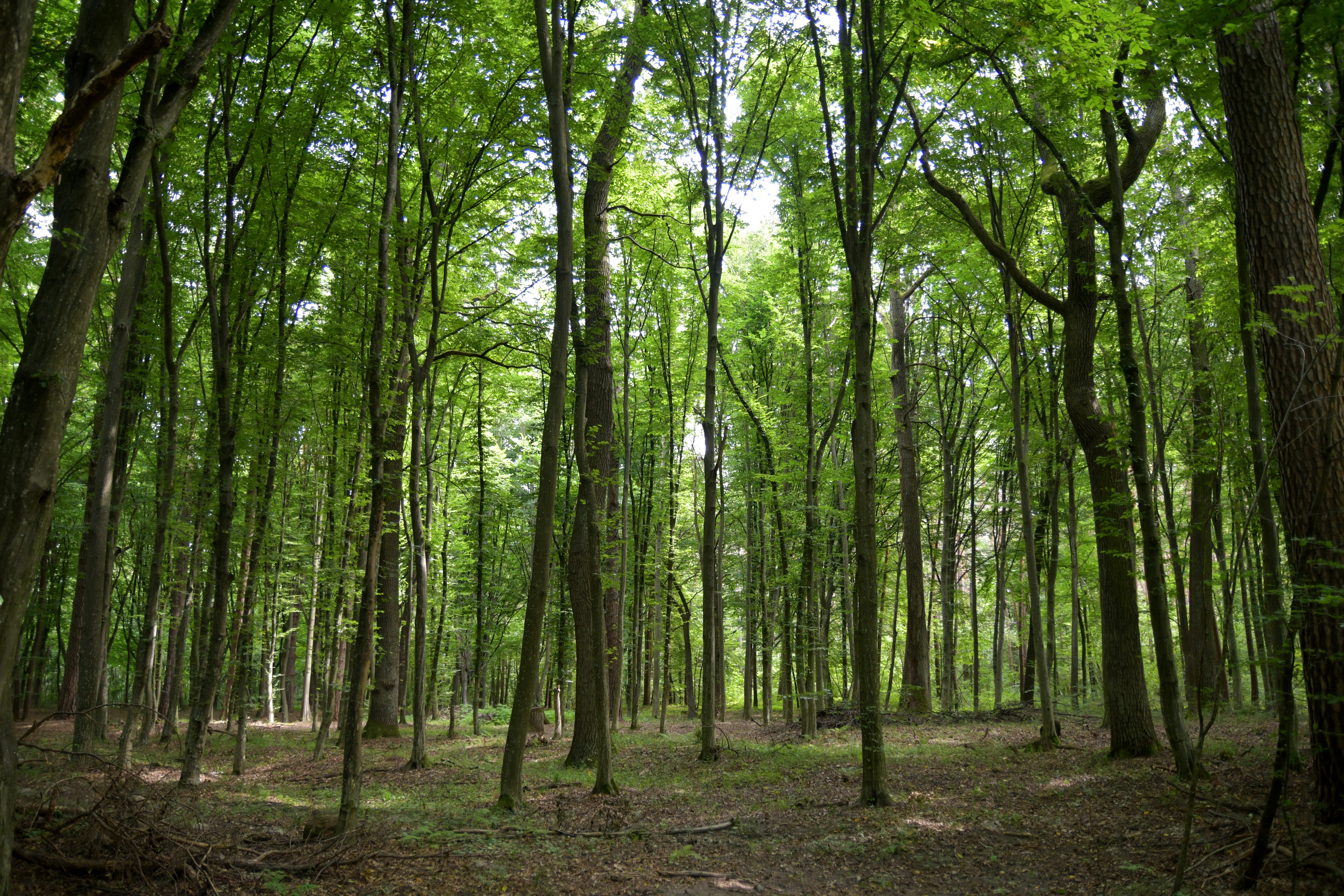
Загальний вигляд
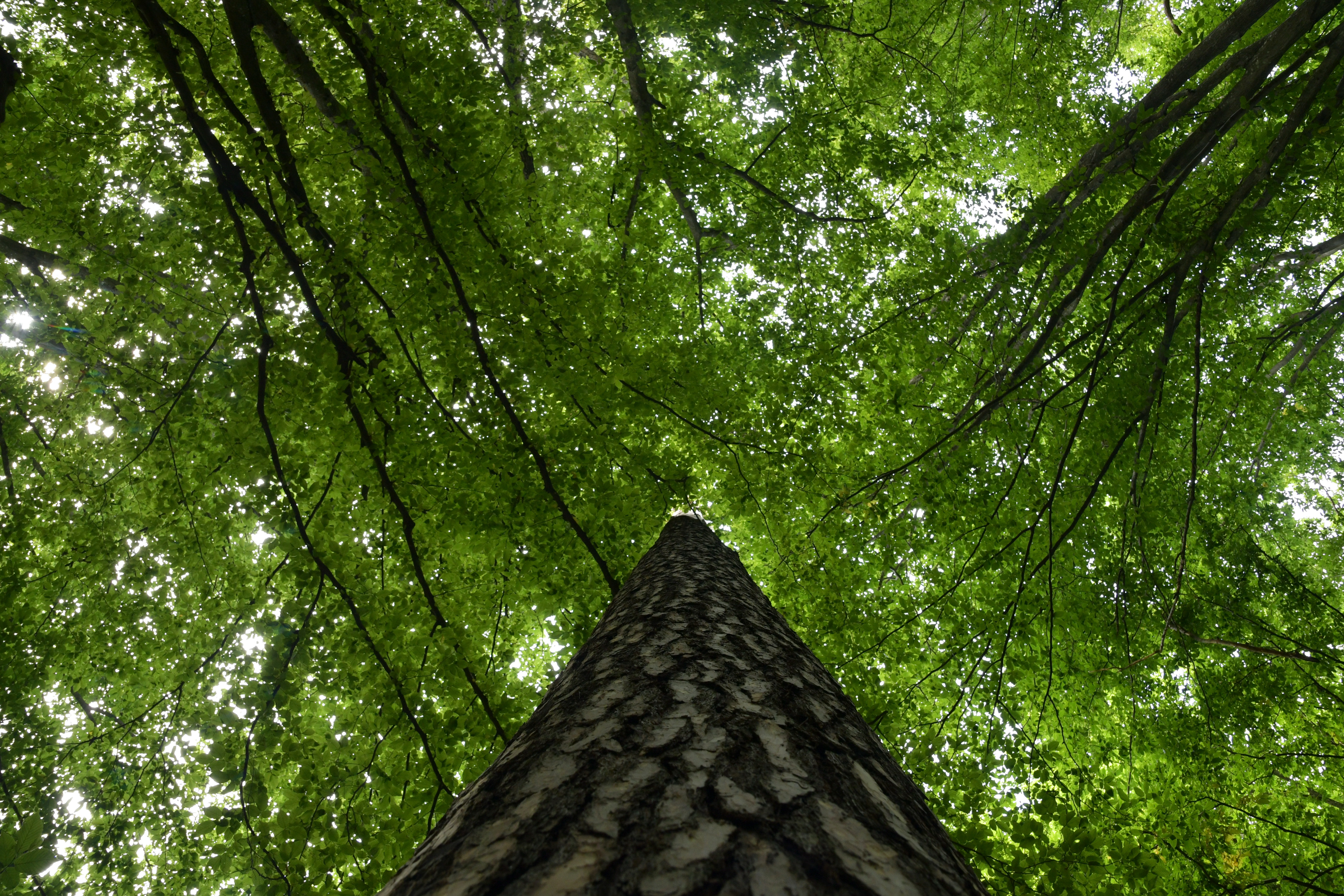
Велика сосна
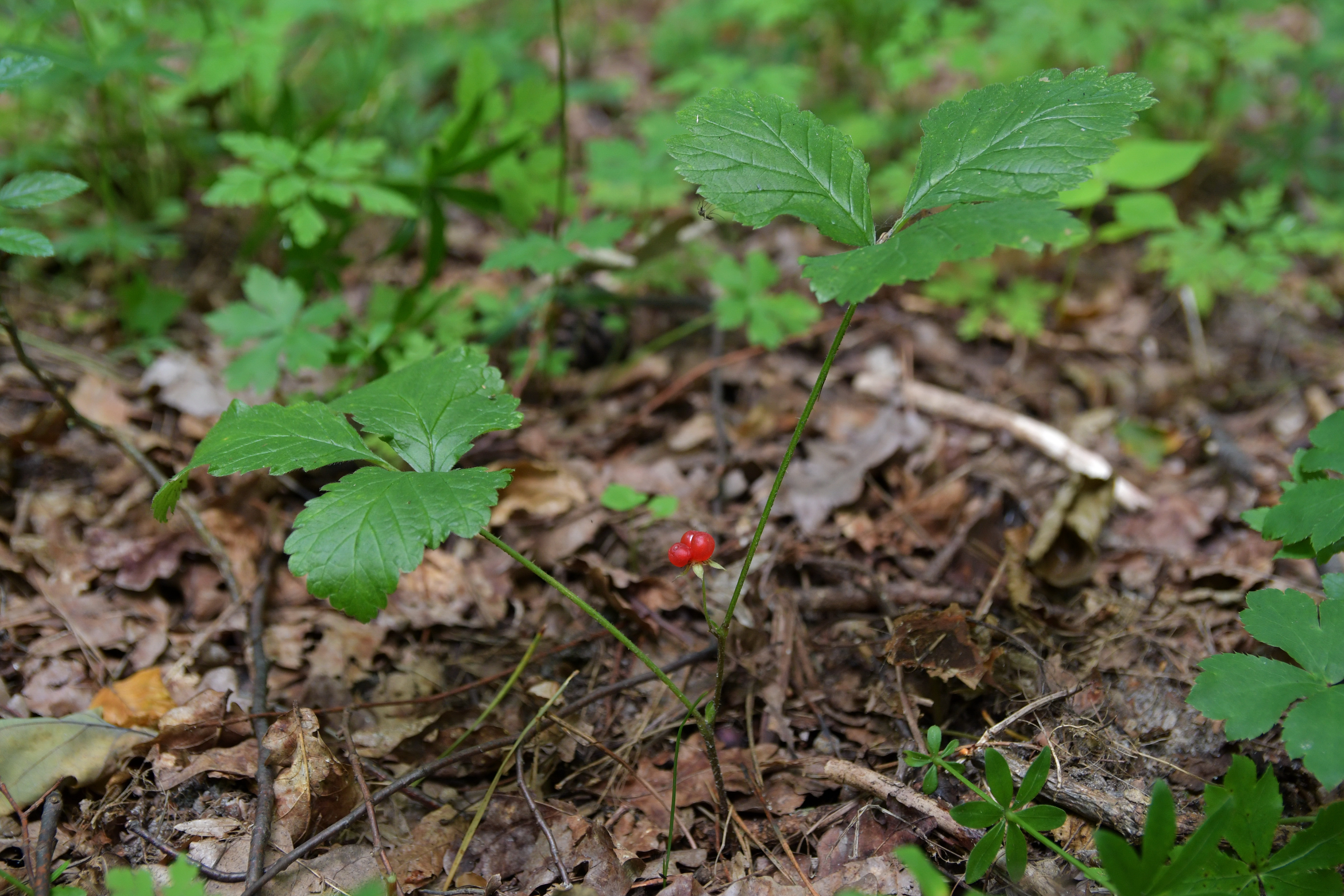
Костяниця